# At Your Service
At Your Service é uma compilação da banda Morphine que percorre toda a carreira do grupo de Massachusetts, EUA. Contém faixas de estúdio inéditas, lados B, gravações alternativas e ao vivo. O nome do álbum vem da maneira como Mark Sandman começava a maioria dos espectáculos da banda usando a frase "We are Morphine at your service." (trad:"Somos os Morphine, ao vosso dispor").

## Faixas

### Disco 1
1. "At Your Service"
2. "Come Ovo"
3. "Come Along"
4. "It's Not Like That Anymore"
5. "Patience" (Versão Alternativa)
6. "Call Back"
7. "Bye Bye Johnny"
8. "Hello Baby"
9. "Women R Dogs"
10. "You're An Artist" (Versão Alternativa)
11. "5:09"
12. "Liliah II"
13. "Moons Of Jupiter"
14. "Lunch In Hell"
15. "Imaginary Song"
16. "Shadow (I Know You Part 5)"

### Disco 2
1. "Good" (Live - WMBR 92)
2. "Only One" (Live - WMBR 92)
3. "Shoot Em Down" (Live - WMBR 92)
4. "Saddest Song" (Live - WMBR 92)
5. "Claire" (Live - WMBR 92)
6. "I Had My Chance" (Versão Alternativa)
7. "Buena" (Versão Alternativa)
8. "Empty Box" (Versão Alternativa)
9. "All Wrong" (Versão Alternativa)
10. "Put It Down (Wo-Oh)" (Live - WMBR 93)
11. "Free Love" (Live - WMBR 93)
12. "Sexy Christmas Baby Mine" (Live - WMBR 93)
13. "Scratch" (Live - WMBR 93)
14. "Super Sex" (Live - WMBR 93)
15. "Radar" (Live - WMBR 93)
16. "oh if i Catch You"
17. "The Night" (Versão Alternativa)
18. "Take Me With You" (Versão Alternativa)
19. "Shade (I Know You Part 4)"

## Créditos
- Dana Colley - saxofones
- Mark Sandman - baixos, voz, teclado, guitarras
- Billy Conway - bateria e percussão
- Jerome Deupree - bateria

## Ligações Externas
- The Other Side
- Morphine no Myspace
- Allmusic.com